# Jezero (Sokobanja)
Pour les articles homonymes, voir Jezero.
Jezero (en serbe cyrillique : Језеро) est un village de Serbie situé dans la municipalité de Sokobanja, district de Zaječar. Au recensement de 2011, il comptait 253 habitants.

## Démographie
| 1948 | 1953 | 1961 | 1971 | 1981 | 1991 | 2002 | 2011 |
| ---- | ---- | ---- | ---- | ---- | ---- | ---- | ---- |
| 896  | 939  | 811  | 636  | 514  | 397  | 310  | 253  |

|  |